# CNNデイブレイク
『CNNデイブレイク』（シーエヌエヌ デイブレイク）は、テレビ朝日系列で1990年4月2日から1994年9月30日までにかけて放送されたアメリカのニュースチャンネル・CNNの映像を中心に据えたニュース・情報番組である。

## 概要
1989年10月に始まった『CNNモーニング』（「WORLD WATCH」・「English Shower」）をわずか半年の1990年4月で6時台を切り離し、新たに立ち上げたのが『CNNデイブレイク』である。半年後に5時台も当番組に統合され90分番組となり、開始から半年かけて段階的に番組タイトルを変更させた事になる。前番組同様に、テレビ朝日と独占契約しているCNNから逐一入電してくる映像をキャスターが伝えながら、コメントする形をとった。スタジオセットは、当時のテレビ朝日の夕方ニュース番組（『600ステーション』→『ステーションEYE』）と共用で、アーク放送センターNスタジオから放送。CNN情報デスクは、メインセットに着席しているキャスターとは別に、『ANNニュース』など定時ニュースを放送していた報道局側の位置から伝えていた。
1993年4月2日までは『ANNニュースフレッシュ』を番組コーナーとして内包し、開始当初は当番組メインキャスターも兼任した。これは『おはようTODAY』放送時と同様、後述の途中飛び乗りする系列局や他系列ながら『ニュースフレッシュ』のみを単独ネットする山形放送（YBC、自社制作番組『朝6時!YBCニュース』に内包）・南海放送（RNB、本番組のパートは裏番組の『JNNニュースコール』→『ジパングあさ6』などをネットしていたため非ネット）への配慮から「単独番組」としてネット出来るよう番組構成は分けられた一方でワイド番組としての体裁を保つ意味があるため。そのため、司会者の後ろにある番組タイトルが描かれたパネルもこの時間のみ差し替えを行っていた。1991年9月30日からは『ANNニュースフレッシュ』のみ保坂正紀などテレビ朝日アナウンサーの担当に変わった。
1993年4月には、小西克哉と3年間コンビを組んできた川瀬眞由美が、『スーパーモーニング』司会者に抜擢されたため降板し、『ステーションEYE』から異動する形で戸田信子に交代。同時に6時45分からの放送枠も、『やじうまワイド』（新・やじうまワイド）が7時から6時45分へ15分拡大した影響で消滅し、同時に『ニュースフレッシュ』が切り離されて、60分に縮小した。
1994年9月の終了後も、経済情報コーナー「MONEYLINE」のみスポンサーであるシティバンクの都合上『やじうま6』に継承された。
山形テレビ（YTS）が、1993年（平成5年）4月1日に、フジテレビ系列（FNN・FNS）からテレビ朝日系列（ANN）にネットチェンジした際、この番組が放送開始後に最初に放映されたテレビ朝日系の番組となった（ただし、朝6時台から）。なお、青森朝日放送、長野朝日放送、北陸朝日放送でも開局後初の番組である。

## 放送時間
| 期間    | 期間    | 放送時間（日本時間）     | 備考                                                                        |
| ------- | ------- | ------------------------ | --------------------------------------------------------------------------- |
| 1990.04 | 1990.09 | 平日 6:00 - 7:00（60分） | 6:25 - 6:30は中断してミニ番組、6:30 - 6:45は『ANNニュースフレッシュ』を内包 |
| 1990.10 | 1993.03 | 平日 5:30 - 7:00（90分） | 6:25 - 6:30は中断してミニ番組、6:30 - 6:45は『ANNニュースフレッシュ』を内包 |
| 1993.04 | 1994.09 | 平日 5:30 - 6:30（60分） |                                                                             |

- 6:00と6:45（前半の番組本編は6:25まで）に飛び乗り・飛び降りポイントが設けられていた。このため5:30開始時代は6:00にもう一度オープニングが流れていたが、テーマ音楽が5:30より半音高い時期もあった（ただしテーマ音楽のアレンジであるアイキャッチは6時台も5:30版の音程）。6:45にもオープニングがあった。
- なお、1993年3月まで、6:45 - 7:00の時間帯（実質的には6:30からの30分間）については系列外の四国放送（『NNN朝のニュース』の時間移動・改題に伴い、1992年4月から1年間）、6:00からアニメなどを30分放送していたANN系列局、『おはよう6』を放送していた朝日放送などを含めて、ANN系列全国ネットとなっていた（当時『ANNニュースフレッシュ』をネットしていた関係もある）。
- 1993年4月1日よりテレビ朝日系となった山形テレビにおいて、4月1日の最初の番組かつ最初のテレビ朝日系の番組となったのが本番組である(6:00開始)。

## 出演者

### メイン・情報デスクキャスター
| 期間 | 期間      | 男性メイン   | 男性メイン   | 男性メイン   | 男性メイン | 女性メイン  | 女性メイン  | 女性メイン   | 女性メイン  | 情報デスク | 情報デスク | 情報デスク |
| 期間 | 期間      | 月・火       | 水           | 木           | 金         | 月          | 火・水      | 木           | 金          | 月 - 水    | 木         | 金         |
| --- | --------- | ------------ | ------------ | ------------ | ---------- | ----------- | ----------- | ------------ | ----------- | ---------- | ---------- | ---------- |
| 1990.4.2 | 1990.9.28 | 小西克哉1・3 | 小西克哉1・3 | 小西克哉1・3 | 小島一慶   | 川瀬眞由美2 | 川瀬眞由美2 | 川瀬眞由美2  | 佐藤仁美2   | （不在）   | （不在）   | （不在）   |
| 1990.10.1 | 1991.3.29 | 小西克哉1・3 | 小西克哉1・3 | 小西克哉1・3 | 武見敬三   | 川瀬眞由美2 | 川瀬眞由美2 | 川瀬眞由美2  | 佐藤仁美2   | （不在）   | （不在）   | （不在）   |
| 1991.4.1 | 1991.9.27 | 小西克哉1・3 | 小西克哉1・3 | 小西克哉1・3 | 白水繁彦   | 筒井里美    | 川瀬眞由美2 | 川瀬眞由美2  | 川瀬眞由美2 | 薬師寺広   | 薬師寺広   | 薬師寺広   |
| 1991.9.30 | 1992.10.2 | 小西克哉1・3 | 小西克哉1・3 | 小西克哉1・3 | 白水繁彦   | 工藤雪枝    | 川瀬眞由美2 | 川瀬眞由美2  | 川瀬眞由美2 | 薬師寺広   | 薬師寺広   | 薬師寺広   |
| 1992.10.5 | 1993.4.2  | 小西克哉1・3 | 小西克哉1・3 | 小西克哉1・3 | 万代裕人   | 川瀬眞由美2 | 川瀬眞由美2 | 篠田潤子2・4 | 工藤雪枝    | 薬師寺広   | 薬師寺広   | 仲田憲正   |
| 1993.4.5 | 1994.4.1  | 小西克哉3    | 小西克哉3    | 万代裕人     | 万代裕人   | 戸田信子5   | 戸田信子5   | 戸田信子5    | 工藤雪枝    | 薬師寺広   | 木村一紀   | 木村一紀   |
| 1994.4.4 | 1994.9.30 | 万代裕人     | 小西克哉     | 小西克哉     | 小西克哉   | 戸田信子5   | 戸田信子5   | 戸田信子5    | 工藤雪枝    | 薬師寺広   | 渡邊哲夫   | 渡邊哲夫   |
| - 男性メインは1991年9月27日まで、女性メインは1992年10月2日まで、それぞれ『ANNニュースフレッシュ』を兼務（同番組は1993年4月2日まで本番組の内包番組として放送）。 - 1 『CNNモーニング』から続投 - 2 テレビ朝日アナウンサー（当時） - 3 1991年4月から1994年3月まで『ニュースフロンティア』を兼務。 - 4 『スポーツフロンティア』を兼務。 - 5 『朝イチ!N天CNN』も継続 |           |              |              |              |            |             |             |              |             |            |            |            |

### お天気キャスター
- 増田ひろみ
- 反町由美子
- 山崎奈々
- 日野陽子